# Claude Paradin
Claude Paradin, né en 1512 à Cuiseaux et mort en 1573 à Beaujeu, est un écrivain français, auteur de livres d'emblèmes et historien.

## Biographie
Né dans une famille bourguignonne en 1512, fils de Claude Paradin, marchand, et de Claudine Anchemand, Claude Paradin est le frère cadet de l'historien Guillaume Paradin ; il choisit comme lui, et comme deux de ses oncles paternels, la carrière ecclésiastique. Il est chanoine de la collégiale Notre-Dame à Beaujeu, près de Lyon. Il y meurt en 1573.

## Œuvre

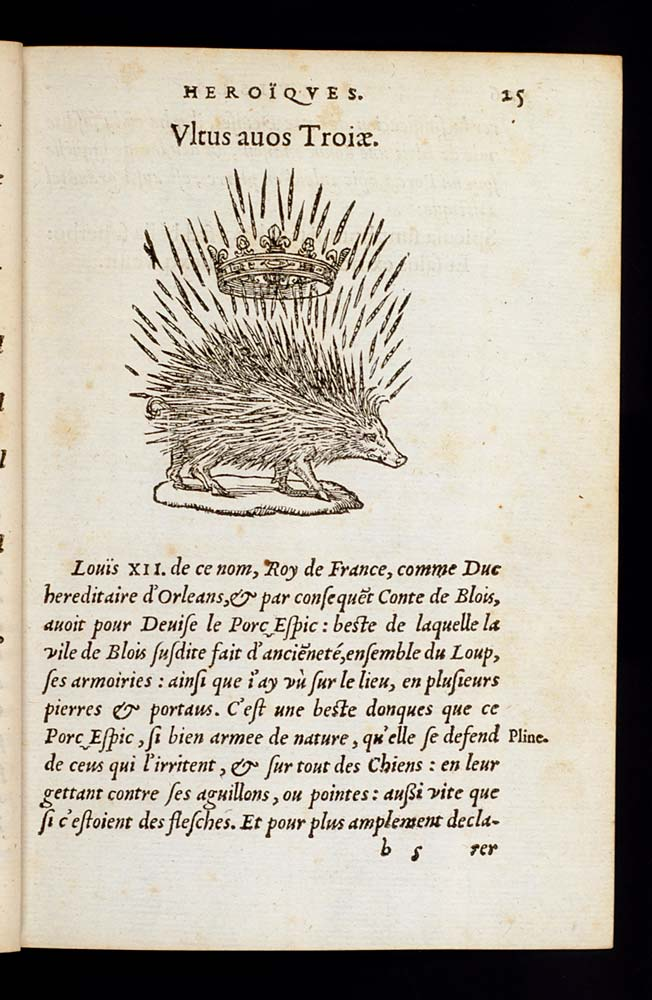
Devise de Louis XII dans les Devises héroïques.

Claude Paradin a publié trois ouvrages, tous imprimés à Lyon par Jean de Tournes : 
- un livre d'emblèmes en 1551, les Devises héroïques[3], qui rassemblent 118 emblèmes, chacun accompagné d'une gravure sur bois réalisée par Bernard Salomon. Jean de Tournes le réédite en 1557 avec 64 emblèmes supplémentaires[4]. En 1561 l'imprimeur Christophe Plantin en donne à Anvers une nouvelle édition, avec l'ajout de 37 nouvelles devises et une traduction en latin qui permet d'atteindre un public plus large ; les matrices en bois des gravures de cette édition sont conservées au musée Plantin-Moretus d'Anvers[5]. Les Devises ont été publiées en néerlandais à Anvers en 1562 et en 1563 (Princelijcke deuijsen ofte wapenen van M. Claude Paradyn Canonick van Beaujeu) et en anglais à Londres en 1591 (The heroicall artifices of M. Claudius Paradin) ; elles sont rééditées, avec des ajouts, jusqu'au milieu du XVIIe siècle[6].

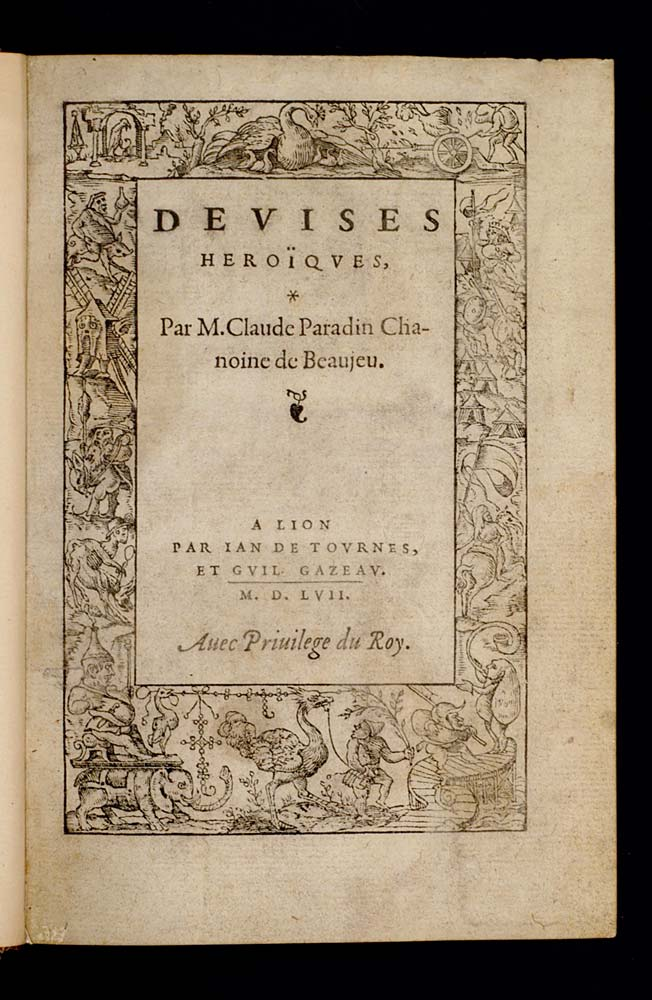
Page de titre de l'édition lyonnaise de 1557 des Devises historiques

- les Quadrins historiques de la Bible en 1553, que Claude Paradin dédie à Jeanne II de la Rochefoucauld, abbesse de Notre-Dame de Saintes, sont un résumé de type emblématique de la première partie de l'Ancien Testament : chaque épisode est illustré d'une gravure sur bois de Bernard Salomon suivie d'un quatrain en vers de Claude Paradin ; l'ouvrage compte 249 gravures. Dans la préface, l'éditeur Jean de Tournes présente l'ouvrage comme un moyen mnémotechnique de retenir l'essentiel de l'histoire biblique[7], mais il relève aussi d'une stratégie éditoriale de sa part : Jean de Tournes réutilise une partie des gravures qu'il avait commandées à Bernard Salomon pour l'édition d'une Bible, et il publie de 1553 à 1558 sept éditions différentes de l'ouvrage, en français, anglais (dès 1553, sous le titre The True and lyvely historyke purtreatures of the vvoll Bible ; les quatrains de Paradin sont traduits par Peter Derendel[8]), espagnol, allemand et néerlandais[7]. Les Quadrins seront réédités plusieurs fois jusqu'à la fin du XVIe siècle[9].
- en 1561 un ouvrage à caractère historique et héraldique, les Alliances généalogiques des rois et princes de Gaule, dédié à Catherine de Médicis[10] : illustré de plus de 1000 blasons gravés sur bois, il donne de brèves notices biographiques et généalogiques sur les rois et reines de France et sur les personnes qui leur sont alliées, depuis l'époque mérovingienne.

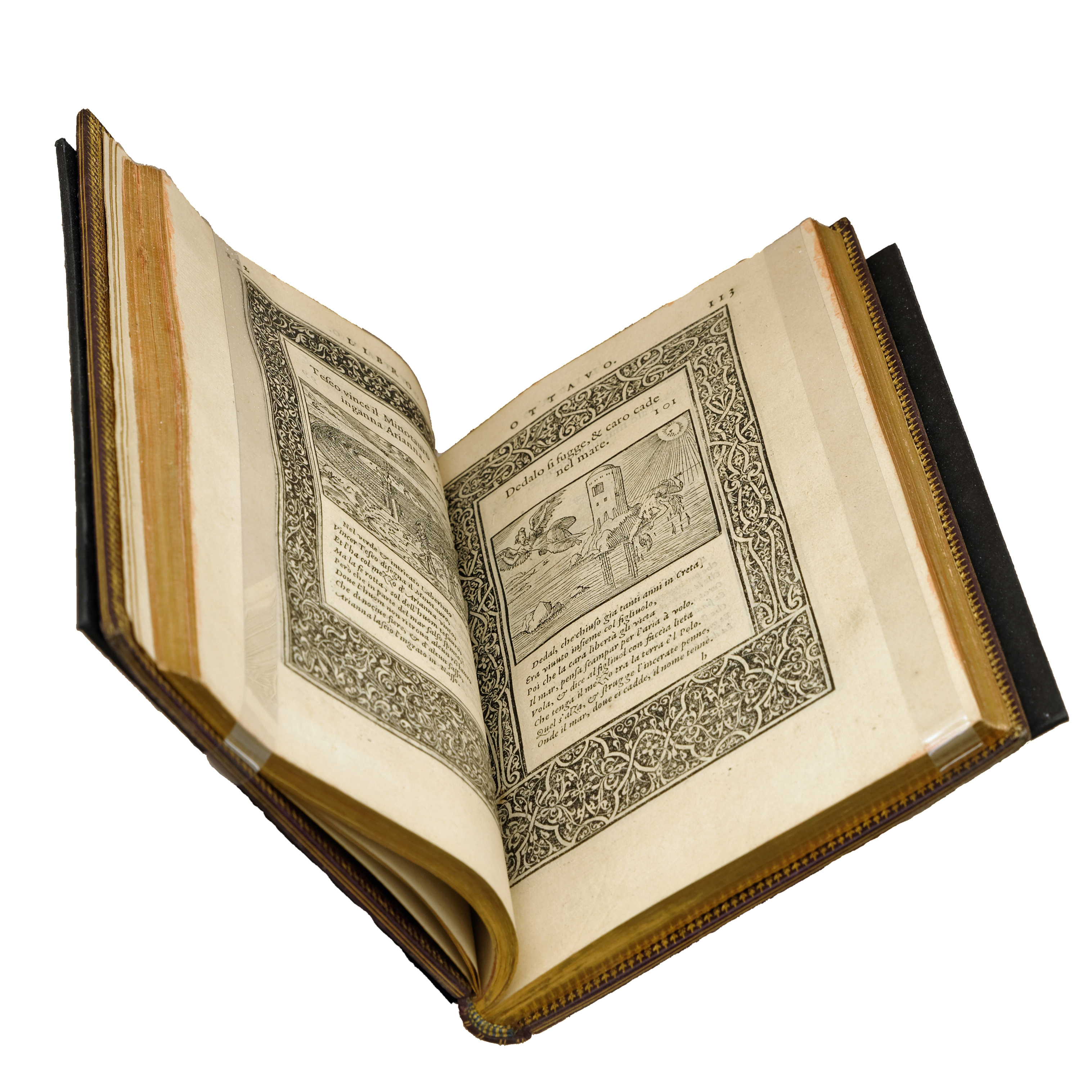
L’Arche de Noé, gravure sur bois de Bernard Salomon dans Quadrins historiques de la Bible, édition de 1555.

Les gravures de Bernard Salomon pour les Devises héroïques comme pour les Quadrins historiques ont été un motif d'inspiration dans de nombreux domaines en héraldique, sculpture, peinture et dans l'art décoratif en général (ébénisterie, majolique, argenterie notamment),.